# Peter Mezger (Journalist)
Peter Mezger (* 1944) ist ein deutscher Fernsehjournalist – er war u. a. ARD-Korrespondent in Israel, Italien, die Türkei und Iran.

## Werdegang
Mezger studierte Geschichte und Politikwissenschaft in München und Göttingen. Ab 1970 war er Reporter beim Politikmagazin Report München des BR. Von 1978 bis 1983 war er ARD-Korrespondent für Israel und Iran. 1983 baute er das ARD-Studio in Istanbul auf und war bis 1986 Korrespondent für die Türkei und Iran. 1986 bis 1994 war Mezger ARD-Korrespondent für Italien, den Vatikan, Griechenland und Malta.
Von 1996 bis zum 25. Januar 2009 moderierte er den Weltspiegel. Danach war er wieder ARD-Auslandskorrespondent in Iran. Dort war er auch Mentor der Journalistin Natalie Amiri. Nach den Präsidentschaftswahlen im Iran 2009 berichtete er auch für das Morgenmagazin von ARD und ZDF aus Teheran. Als die Proteste gegen die gefälschte Wiederwahl des iranischen Präsidenten Mitte 2009 begannen, hatte die ARD ein Büro in Teheran und konnte im Gegensatz zu anderen Fernsehanstalten nahezu stündlich live auf Sendung gehen. Für längere Zeit war Peter Mezger der einzige westliche Korrespondent im Gottesstaat. Seine Live-Auftritte in Tagesschau und Tagesthemen kamen nach eigenen Aussagen nur zustande, weil er mit einem Bildtelefon arbeitete. Bilder aus den Straßen durfte er weder aufnehmen noch senden, weil er sonst von den Revolutionswächtern drangsaliert worden wäre.

## Auszeichnungen
- 2010: Bayerischer Fernsehpreis
- 2010: nominiert für den Deutschen Fernsehpreis